# Imperialismo na América Latina
No início do século XIX o governo dos Estados Unidos da América já havia demonstrado intenção de demarcar as áreas onde pudesse exercer sua influência econômica. O presidente James Monroe, em 1823 criou a Doutrina Monroe, com o lema “a América para os americanos”. A intenção era afastar a presença de capitais e produtos europeus, especialmente ingleses dos países americanos recém independentes. Era o primeiro passo dos EUA para controlar as nações do continente americano. O imperialismo foi facilitado pelas condições em que haviam ocorrido os processos de independência colonial: fragmentação política, poder local nas mãos da aristocracia e permanência de estruturas típicas da colonização de exploração. No governo de Theodore Roosevelt, entre 1901 e 1909, a Doutrina prevaleceu.
Um exemplo da intervenção imperialista foi o apoio dos EUA na consolidação da independência em Cuba, com a Emenda Platt na constituição cubana, na qual dizia o direito dos EUA construírem bases militares no País.
Outro exemplo é na intervenção norte-americana na independência do Panamá em 1901, em troca de apoio político e militar, o governo norte-americano garantiu o controle sobre a passagem que interliga o Oceano Atlântico e Pacífico.
O governo norte-americano tinha interesse sobre Cuba e Panamá Por causa da localização estratégica desses países na América Central, são pontos de ligação entre o norte e o sul do continente americano e passagem do Oceano Atlântico para o Oceano Pacífico.
A América Latina – com exceção do Caribe e de alguns territórios na América do Sul – não sofreu com a ocupação territorial imperialista por parte das grandes potências europeias. O fato dos países latino-americanos ter conquistado a sua independência era um fator que fazia com que as potências imperialistas utilizassem outras estratégias de dominação. 
Devemos lembrar que por meio da doutrina do Destino Manifesto os Estados Unidos acreditavam que seu modelo político e social era superior à maioria dos países absolutistas europeus e que haviam, portanto, sido escolhidos por Deus para libertar, comandar e ter um papel de destaque no cenário mundial. Tratava-se de uma versão estadunidense da ideia do fardo do homem branco. Em sintonia com o Destino Manifesto se desenvolveu nos Estados Unidos a Doutrina Monroe que defendia a soberania dos países americanos, comumente apresentada na expressão “América para os americanos”, onde os norte-americanos se colocavam contra qualquer tentativa de recolonização da América pelos europeus. Contudo, e tendo em vista o desenvolvimento do imperialismo no século XIX e XX, não seria enganosa uma ligeira alteração nessa sentença, dando lugar a uma mais exata definição: América para os norte-americanos.
A Inglaterra procurou atuar em diversos setores da economia dos países latinos, emprestando dinheiro, exercendo controle de bancos e levando diversos países a um grande endividamento externo. Com os investimentos as empresas estrangeiras passavam a controlar boa parte da infraestrutura do país, como ferrovias, serviços de bondes, água, esgoto, gás, eletricidade, telefonia, etc. 
Os Estados Unidos, por sua vez, procurou dominar setores estratégicos da economia de diversos países, ou seja, setores que moviam a economia desses países. Assim, controlavam o cobre chileno, o estanho da Bolívia, o petróleo do México e da Venezuela, o açúcar em Cuba, etc.
Um exemplo do imperialismo norte-americano fica evidente na sua relação com Cuba. Os norte-americanos, que tinham investimentos na produção de açúcar e tabaco em Cuba (que era uma possessão espanhola) entraram em atrito com a Espanha e ajudaram indiretamente Cuba a se livrar dos espanhóis através da Guerra Hipno-Americana, em 1898. A Guerra foi amplamente favorável aos Estados Unidos, que acabaram tomando Porto Rico e as Filipinas dos espanhóis, estendendo suas garras posteriormente ao Havaí e as ilhas de Guam.
No caso dos cubanos, contudo, se haviam, por um lado, se livrado dos espanhóis, por outro, foram obrigados a assinar a Emenda Platt (1901), que dava aos Estados Unidos o direito de intervir na ilha, além da criação de uma base militar na região, a famosa base de Guantánamo.
A partir deste momento os americanos passaram a associar a dominação econômica à intervenção militar. Tal política ficou conhecida como a política do Big Stick (bastão grosso), tratava-se de expandir o poder e a presença norte-americana pelo mundo. Observe o relato do general Smedley Butler a respeito dessa política:
(...) ajudei a transformar o México, especialmente Tampico, em lugar seguro para os interesses petrolíferos americanos, em 1914. Ajudei a fazer de Cuba e Haiti lugares decentes para que os rapazes do Naional City Bank pudessem recolher os lucros. Ajudei a purificar a Nicarágua para os interesses de uma casa bancária internacional dos Irmãos Brown, em 1909-1912. Trouxe a luz à República Dominicana para os interesses açucareiros norte-americanos em 1916. Ajudei a fazer de Honduras um lugar ‘adequado’ às companhias frutíferas americanas, em 1903. Na China, em 1927, ajudei a fazer com que a Standard Oil continuasse a agir sem ser molestada. 
Durante todos esses anos eu tinha, como diriam os rapazes do gatilho, uma boa quadrilha. (...) Voltando os olhos ao passado, acho que poderia dar a Al Capone algumas sugestões. O melhor que ele podia fazer era operar em três distritos urbanos. Nós, os fuzileiros, operávamos em três continentes.
O Caribe em especial sofreram com a pressão imperialista dos Estados Unidos na região. Por se tratarem de países exportadores de produtos primários acabaram nomeadas de bananas republics. Outro exemplo da interferência dos Estados Unidos na região ocorreu quando os norte-americanos auxiliaram os panamenhos em sua independência frente a Colômbia, em 1903. Com a separação do Panamá os Estados Unidos garantiram a construção do estratégico Canal do Panamá, que ficaria sob o controle dos norte-americanos até 1999.